# كروسندرة صفراء
كروسندرة صفراء (الاسم العلمي:Crossandra flava) هي نوع من النباتات تتبع جنس الكروسندرة من الفصيلة الأقنتية.